# 양평 세심정
세심정은 대한민국 경기도 양평군 용문면 덕촌리에 있는 건축물이다. 1986년 5월 30일 양평군의 향토유적 제23호로 지정되었다.

## 개요
세심정은 조선 중종, 명종 때의 학자이며 정암(靜庵) 조광조(趙光祖)의 수제자로 이름높은 조욱(趙昱, 1498~1557) 선생이 기묘사화의 여화로 이곳에 은거하며 제자들과 더불어 도학을 강문하던 곳이다. 세심정은 6각 원당형을 가미한 20여평의 아담한 목조건물인데, 지붕은 팔작지붕에 한식 골기와를 얹었다. 7개의 주초석 위에는 6각의 기둥을 세웠고, 2.5m 길이 6개의 툇마루가 부착되어 있으며, 내부는 속칭 우물 정마루를 깔았다.

## 같이 보기
- 조욱